# Johann Georg Baiter
Johann Georg Baiter (Zurigo, 31 maggio 1801 – Zurigo, 10 ottobre 1877) è stato un filologo classico svizzero.

## Biografia
Nacque a Zurigo, dove conseguì la sua formazione. Nel 1818 si trasferì presso l'Università di Tubinga, ma per condizioni finiziarie non poté rimanervi a lungo; raggiunse Zurigo, dove per diversi anni insegnò privatamente. Dal 1824 al 1829 studiò a Monaco sotto Friedrich Thiersch; a Gottinga, sotto Georg Ludolf Dissen; a Königsberg, sotto Christian Lobeck. Dal 1833 al 1876 fu Oberlehrer del ginnasio di Zurigo, dove morì.

## Opere
La maggior parte delle sue opere sono state prodotte in collaborazione con altri studiosi, come Johann Caspar von Orelli.
Modificò l'opera di Isocrate, Panegyricus (1831) con Hermann Sauppe, di Licurgo, Leocracea (1834) e Oratores Atticae (1838-1850) con Orelli e Winckelmann, e pubblicò un'edizione critica su Platone (1839-1842). Studiò due manoscritti con la collaborazione di Orelli, Babrius, Fabellae Iambicae nuper repertae (1845); Isocrate (1846).
Svolse molte collaborazioni con Orelli sulle opere di Cicerone, ad esempio Ciceronis Scholiastae (1833) e Onomasticon Tullianum (1836-1838). Con Orelli e (dopo la sua morte) Karl Felix Halm assistette alla seconda edizione critica delle opere di Cicerone. Con Sauppe tradusse la  Topografia di Atene di William Martin Leake.